# Савина (Бердюжский район)
Савина — упразднённая деревня в Бердюжском районе Тюменской области России. Входила в состав Окуневского сельского поселения. В 2013 году исключена из учётных данных, в связи с прекращением существования.

## География
Деревня находится в юго-восточной части Тюменской области, в лесостепной зоне, между озерами Верхнее и Нижнее Савино, на расстоянии примерно 7,5 километров (по прямой) к югу от села Окунево.
Климат
Климат характеризуется как резко континентальный, с длительной морозной зимой и коротким тёплым летом. Средняя многолетняя температура самого холодного месяца (января) составляет −18,3 °C (абсолютный минимум — −47,1 °С), температура самого тёплого (июля) — 18 °C (абсолютный максимум — 38,9 °С). Безморозный период длится в течение 115—125 дней. Среднегодовое количество осадков — 305—315 мм. Снежный покров держится в среднем 160 дней.

## История
До 1917 года входила в состав Уктузской волости Ишимского уезда Тюменской губернии. По данным на 1926 год деревня состояла из 110 хозяйств. В административном отношении входила в состав Нестеревского сельсовета Бердюжского района Ишимского округа Уральской области.

## Население
| 1989 | 2002 | 2010 |
| ---- | ---- | ---- |
| 48   | ↘13  | ↘0   |

По данным переписи 1926 года в деревне проживало 637 человека (290 мужчин и 347 женщин), в том числе: русские составляли 100 % населения.
Согласно результатам переписи 2002 года, в национальной структуре населения русские составляли 100 %ю